# ルブリン・ゲットー

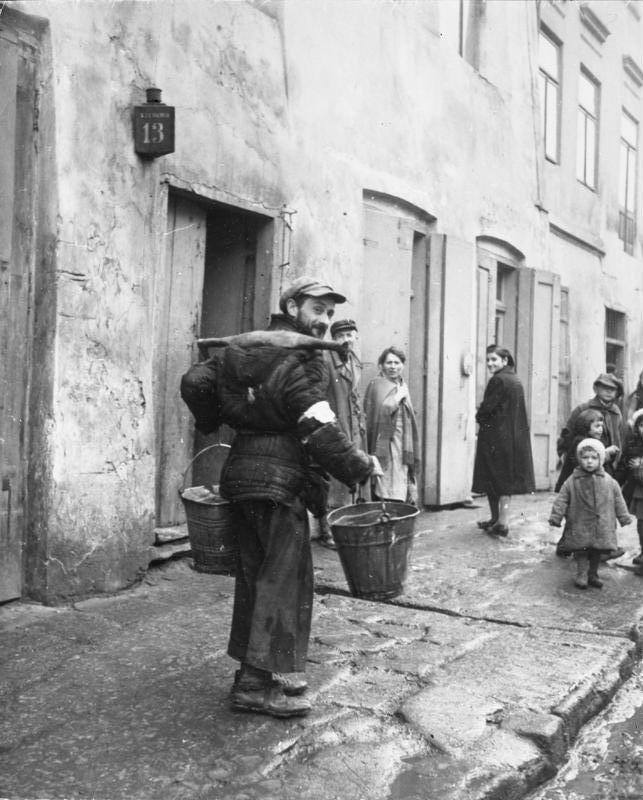
1940年12月、ルブリンのユダヤ人居住区

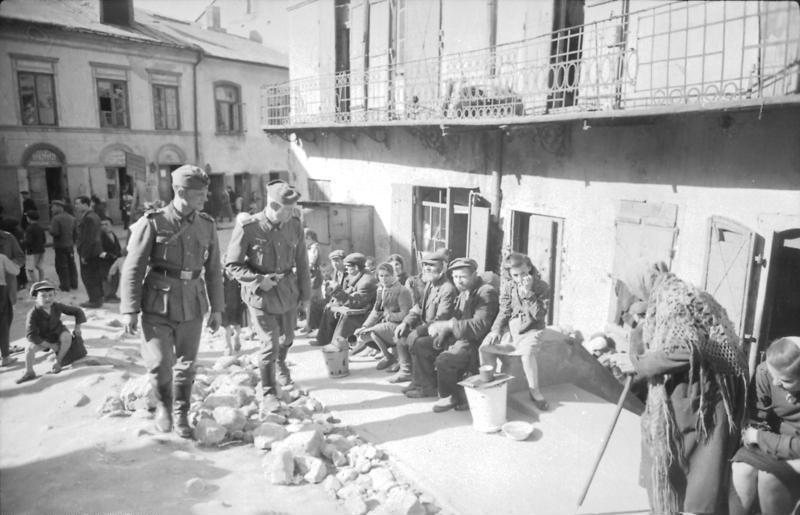
1941年5月、ルブリン・ゲットーを歩くドイツ兵たち

ルブリン・ゲットー（波：Getto lubelskie）は、第二次世界大戦中にナチス・ドイツがポーランド総督府領の都市ルブリンに設置したゲットー（ユダヤ人隔離居住区）。

## 歴史
ドイツ軍によるポーランド侵攻後、1939年9月18日にドイツ軍はルブリンを占領した。1940年1月25日にドイツ当局の命令によりルブリンにユダヤ人評議会が創設された。ルブリンのユダヤ人人口は1941年まで増え続け、余所からの避難民6,300人を含めて45,000人ほどになった。しかし1941年3月から4月にかけてルブリン知事ツェルナーは1万5000人ほどのユダヤ人を市内から追放した。
1941年4月にルブリン市の旧市街北側のポドザムチェ地区にあったユダヤ人居住区が封鎖されてゲットーとなり、ルブリン市の他の区域で暮らしていたユダヤ人達は次々とここへ移住させられた。ゲットーのユダヤ人人口は34,000人になった。ルブリン・ゲットーは周囲を有刺鉄線に囲まれていた。
1942年3月16日、ルブリン・ゲットーのユダヤ人評議会議長ベッカーにドイツ当局よりゲットー住民移送命令が下った。3月17日から4月14日にかけてドイツ保安警察とユダヤ人評議会指揮下のゲットー警察によってルブリン・ゲットーのユダヤ人達の移送が行われた。これにより3万人の住民が移送されることとなった。うち1万5000人はベウジェツ絶滅収容所へ移送され、もう1万5000人はマイダネク強制収容所とトラウニキ強制労働収容所へと移送されている。この移送はルブリン地区親衛隊及び警察指導者オディロ・グロボクニクが「ラインハルト作戦」の一環として行ったものであった。
この移送によってルブリン・ゲットーは小ゲットーとなった。少数の技術者のユダヤ人だけがルブリンに残された。だが彼らも1943年5月にはマイダネク強制収容所送りとなり、ゲットーは完全に消滅した。